# Drill (djur)
Drill (Mandrillus leucophaeus) är en markattartad utrotningshotad apa som lever bland annat i Kamerun och Nigeria. Tillsammans med arten mandrill bildar den släktet mandriller (Mandrillus).

## Beskrivning
Djuret liknar arten mandrill men saknar den brokiga färgen i ansiktet. Själva ansiktet saknar hår och är svartaktigt. Nosen är långdragen med tydliga kanter vid varje sidan av näsan. Kring ansiktet finns en krans av vita hår. Den övriga kroppen har mörkt olivbruna eller svartaktiga hår med undantag av den nakna stjärten som är rödaktig eller blå. På undersidan är pälsen ljusare. Drill är med en kroppslängd av ungefär 70 centimeter lite mindre än arten mandrill. Hanar är nästan två gånger tyngre än honor. De når en vikt av omkring 20 kg och honor cirka 12,5 kg. Hanar kännetecknas även av påfallande lila till rosa färgade testiklar. Svansen är bara 5,2 till 7,5 centimeter lång.

## Utbredning
Arten förekommer i sydöstra Nigeria, i Kamerun och på ön Bioko som tillhör Ekvatorialguinea. Beståndet på ön utgör en egen underart, Mandrillus leucophaeus poensis. Deras habitat är endast skogar, främst regnskogar. I bergstrakter når arten 1000 meter över havet.

## Levnadssätt
Arten lever i regnskogen med många gömställen bland växtligheten. Den är aktiv på dagen och vistas huvudsakligen på marken där den går på alla fyra. Individerna klättrar inte högt upp i trädet, utan hämtar sin föda från grenar som växer närmare marken. Drill lever i grupper av ungefär 20 till 25 individer. Gruppen består av en dominant hane och flera honor med ungar. Ofta förenar sig olika grupper till en enhet med upp till 200 individer. För kommunikation använder de kroppsspråk (till exempel genom att visa den röda stjärten) eller olika skrik. Liksom mandrill markerar djuret olika platser i levnadsområdet med körtelvätska från körtlarna vid buken.

## Föda
Drill är allätare och hittar födan nära marken. Djuret äter bland annat frukter, nötter, frön, svampar, insekter och andra ryggradslösa djur.

## Fortplantning
Det är inte mycket känt om artens sätt att fortplanta sig. Honans parningsberedskap visas med en intensivare färg på stjärten. Enligt Nowak (1999) kan honor para sig hela året och enligt andra källor föds de flesta ungar mellan december och april. Dräktigheten varar antagligen i 6 till 7 månader, alltså lika länge som hos mandrill. Som hos de flesta markattartade apor föds bara ett ungdjur åt gången.
Med människans vård lever drill cirka 28 år och den äldsta kända individen i fångenskap blev 46 år gammal.

## Hot
Hotet består i jakten samt i förstöringen av djurets levnadsområde genom skogsröjning för att skapa odlingsmark. Arten är mycket sällsynt. Individer dödas av bönder som betraktar primaten som skadedjur och den skjuts även för köttets skull. För ön Bioko antas att beståndet är mindre än 5000 exemplar. Hela populationen minskade uppskattningsvis med 50 procent under de senaste 30 åren. För att skydda arten skapades Korup nationalpark i Kamerun. Trots allt är artens framtid oviss och IUCN listar djuret som starkt hotat (endangered).